# Доді аль-Файєд
Доді аль-Файєд (араб. دودي الفايد, повне ім'я Імад ад-Дін Мухаммед Абд аль-Мун'їм аль-Файєд, араб. عماد الدين محمد عبد المنعم الفايد [ʕeˈmæːd ɪdˈdiːn mæˈħæmmæd ʕæbdelˈmenʕem fæːjed]; 15 квітня 1955, Олександрія — 31 серпня 1997, Париж) — продюсер, син єгипетського мільярдера Мохаммеда Аль-Файєда. Загинув в автокатастрофі разом з принцесою Діаною і водієм Анрі Полем в тунелі перед паризьким мостом Альма на набережній Сени в 1997 році.

## Біографія
Народився в єгипетському місті Олександрія. Названий на честь Мухамеда Абд аль-Мун'іма, регента Єгипетського королівства в 1952—1953 рр., сина хедива Аббаса II. Навчався в Коледжі Святого Марка, потім у Institut Le Rosey (Швейцарія). Один час Доді також вчився в Королівській військовій академії в Сандхерсті.

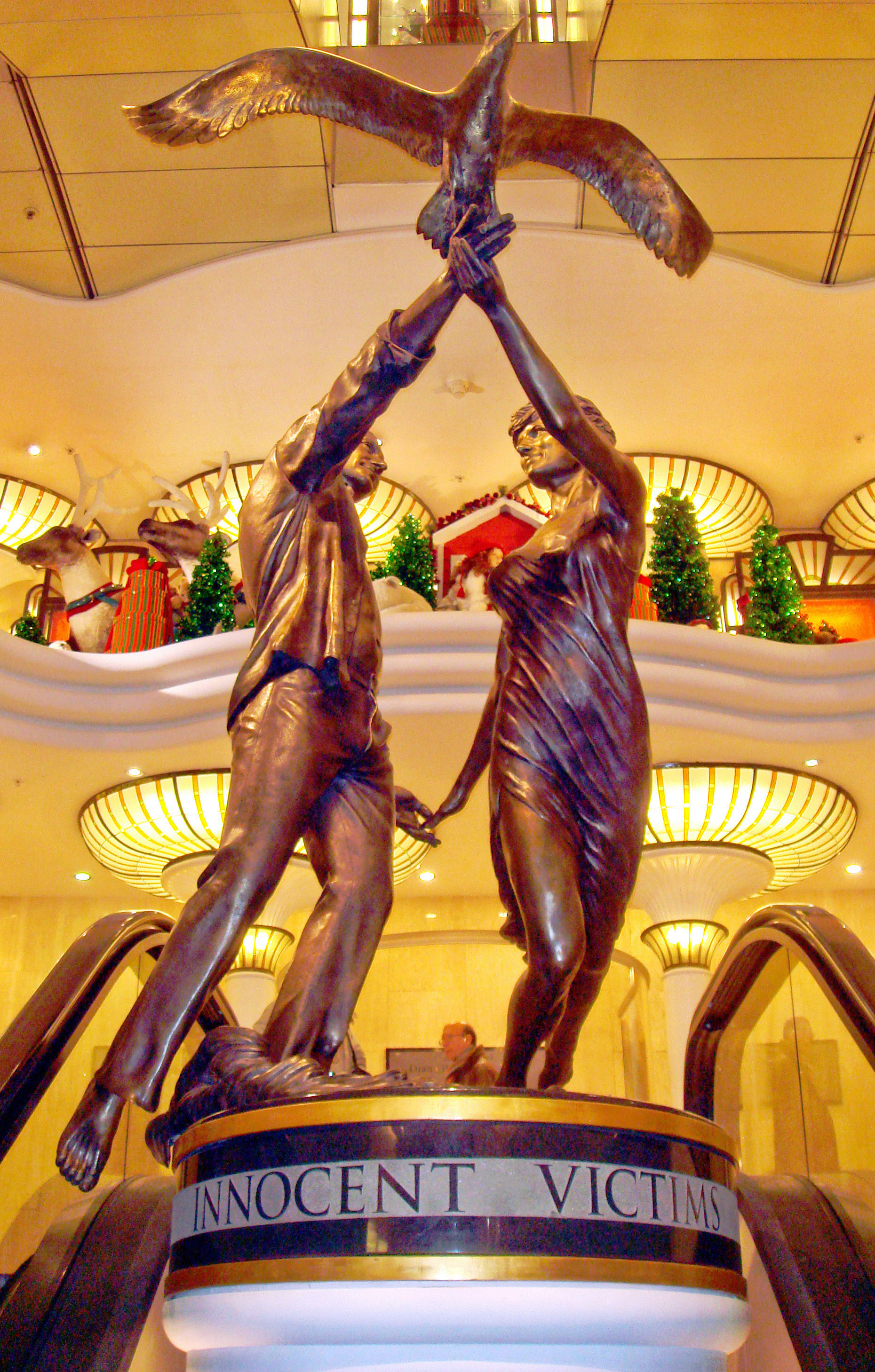
Один з пам'ятників Доді і Діані в універмазі Harrods

Брав участь у створенні фільмів: «Бите скло» (1980) і «Вогнянні колісниці» (1981), а також кінофільму «F/X» і його продовження. Виконавчий продюсер кінофільмів «Гак» з Робіном Вільямсом і Дастіном Гоффманом у головних ролях, та «Червона літера» (1995). Доді також працював в компанії свого батька «Harrods» у відділі маркетингу.